# KVV Belgica Edegem Sport
Dernière mise à jour : 3 août 2017.
Le Koninkijke Voetbal Vereniging Belgica Edegem Sport est un club belge de football localisé dans la commune d'Edegem, dans la Province d'Anvers. Fondé en 1924, ce club porte le matricule 375. Ses couleurs sont le blanc et le noir.
Ce club est issu d'une fusion, survenue en 1966, entre le K. FC Belgica Edegem, dont les couleurs originales étaient noir, jaune et rouge (matricule 375) et le K. VV Edegem Sport (matricule 377).
Le matricule 375 évolue durant 15 saisons en séries nationales, dont 2 en Division 1. Il évolue en deuxième provinciale lors de la saison 2016-2017. En proie à des difficultés financières, le club cesse ses activités en 2017 et est radié par l'Union Belge.

## Le club
La localité d'Edegem découvre le football dès le début du XXe siècle. En 1908 est fondé le Sporting FC Belgica qui s'affilie à l'UBSSA (future URBSFA). Ce club reste actif jusqu'en 1914. Il est fort probable que le déclenchement de la Première Guerre mondiale a raison de l'association.
Il faut attendre 1924, pour voir se créer le Belgica FC Edegem qui est considéré comme la reconstitution du Sporting FC Belgica. La même année est fondé le VV Edegem Sport.
Deux ans plus tard, le "Belgica" se voit attribuer le matricule 375, alors que le "Sport" reçoit le 377.
Le Belgica FC arrive en séries nationales en 1929 et conquiert directement le titre pour monter au 2e niveau national. Trois saisons plus tard, le club accède à la Division d'Honneur où il reste deux ans. Le club reste en "D2" jusqu'à la Seconde Guerre mondiale. Relégué pendant les "championnats de guerre", le matricule 375 rejoue au 2e niveau lorsque la Fédération belge annule toutes les relégations subies durant le conflit. Mais le Belgica FC Edegem connaît ensuite deux descentes consécutives et quitte définitivement la "nationale".
En 1966, le "Belgica" et le "Sport" oublient leur rivalité et fusionnent. Le succès sportif n'est pas totalement au rendez-vous car le club fusionné n'est pas encore revenu en "nationale". Toutefois, sur le plan humain, l'association se débrouille plutôt bien et poursuit son existence de nos jours.

## Repères historiques
- 1908 - Fondation de SPORTING FC BELGICA.
- 1910 - SPORTING FC BELGICA s'affilie à l'UBSSA (future URBSFA).
- 1914 - SPORTING FC BELGICA arrête ses activités.

- 1924 - Fondation de BELGICA FOOTBALL CLUB EDEGEM (considéré comme la reconstitution de Sporting FC Belgica) et fondation de VOETBAL VERENIGING EDEGEM SPORT. Les deux clubs s'affilient à l'URBSFA la même année.
- 1926 - 26/12/1926, BELGICA FOOTBALL CLUB EDEGEM se voit attribuer le matricule 375. VOETBAL VERENIGING EDEGEM SPORT reçoit le matricule 377.
- 1929 - BELGICA FOOTBALL CLUB EDEGEM (375) accède aux séries nationales. Le club y reste quinze saisons.
- 1933 - BELGICA FOOTBALL CLUB EDEGEM (375) monte en Division d'Honneur. Le club y reste deux saisons.
- 1936 - BELGICA FOOTBALL CLUB EDEGEM (375) est reconnu Société Royale et prend le nom de KONINKLIJKE FOOTBALL CLUB BELGICA EDEGEM (375).
- 1966 - Fusion entre KONINKLIJKE FOOTBALL CLUB BELGICA EDEGEM (375) et  KONINKLIJKE VOETBAL VERENIGING EDEGEM SPORT (377) pour former KONINKLIJKE VOETBAL VERENIGING BELGICA EDEGEM SPORT (375).

## Résultats dans les divisions nationales
Statistiques clôturées, club disparu

### Palmarès
- Champion de Division 2: 1 (1933)
- Champion de Division 3: 1 (1930)

### Bilan
| Niv | Divisions     | Jouées | Titres | TM Up | TM Down |
| --- | ------------- | ------ | ------ | ----- | ------- |
| I   | 1re nationale | 2      | 0      |       |         |
| II  | 2e nationale  | 10     | 1      | 1     |         |
| III | 3e nationale  | 3      | 1      |       |         |
| IV  | 4e nationale  | 0      | 0      |       |         |
| V   | 5e nationale  | 0      | 0      |       |         |
|     |               |        |        |       |         |
|     | TOTAUX        | 15     | 2      | 1     | 0       |

- TM Up : test-match pour départager des égalités, ou toutes formes de Barrages ou de Tour final pour une montée éventuelle.
- TM Down : test-match pour départager des égalités, ou toutes formes de Barrages ou de Tour final pour le maintien.

### Classements saison par saison
| Ordre | Saison  | Nom du club               | Niveau                  | Classement final | Remarques           |
| ----- | ------- | ------------------------- | ----------------------- | ---------------- | ------------------- |
| 1     | 1929-30 | Belgica FC Edegem         | Promotion (D3) série B  | 1e/14            | Test-match.         |
| 2     | 1930-31 | Belgica FC Edegem         | Division 1(D2)          | 7e/14            |                     |
| 3     | 1931-32 | Belgica FC Edegem         | Division 1 (D2) série A | 5e/14            |                     |
| 4     | 1932-33 | Belgica FC Edegem         | Division 1 (D2) série A | Champion         | Promu !             |
| 5     | 1933-34 | Belgica FC Edegem         | Division d'Honneur      | 12e/14           |                     |
| 6     | 1934-35 | Belgica FC Edegem         | Division d'Honneur      | 14e/14           | Relégué !           |
| 7     | 1935-36 | Belgica FC Edegem         | Division 1 (D2) série B | 5e/14            |                     |
| 8     | 1936-37 | K. FC Belgica Edegem      | Division 1 (D2) série A | 7e/14            |                     |
| 9     | 1937-38 | K. FC Belgica Edegem      | Division 1 (D2) série B | 7e/14            |                     |
| 10    | 1938-39 | K. FC Belgica Edegem      | Division 1 (D2) série B | 8e/14            |                     |
|       | 1939-40 | Compétitions interrompues |                         |                  |                     |
|       | 1940-41 | Compétitions régionales   |                         |                  |                     |
| 11    | 1941-42 | K. FC Belgica Edegem      | Division 1 (D2) série B | 12e/14           |                     |
| 12    | 1942-43 | K. FC Belgica Edegem      | Division 1 (D2) série B | 15e/15           | Relégué !           |
| 13    | 1943-44 | K. FC Belgica Edegem      | Promotion (D3) série B  | 8e/16            |                     |
|       | 1944-45 | Compétitions interrompues |                         |                  |                     |
| 14    | 1945-46 | K. FC Belgica Edegem      | Division 1 (D2) série B | 17e/18           | Relégué !           |
| 15    | 1946-47 | K. FC Belgica Edegem      | Promotion (D3) série A  | 14e/18           | Relégué !           |
|       |         |                           |                         |                  | séries provinciales |

### Sources et liens externes
- Site officiel
- (nl) Site officiel du K. VV Belgica Edegem Sport